# Stazione di San Nazario
Stazione di San Nazario vasútállomás Olaszországban, Veneto régióban, San Nazario településen.

## Vasútvonalak
Az állomást az alábbi vasútvonalak érintik:
- Trento–Velence-vasútvonal

## Kapcsolódó állomások
A vasútállomáshoz az alábbi állomások vannak a legközelebb: 
- Stazione di Solagna
- Stazione di Carpanè-Valstagna